# Joseph-Arthur Gobineau

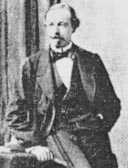
Fotografia de Gobineau

Joseph-Arthur Gobineau (Ville-d'Avray, Illa de França, 14 de juliol de 1816 - Torí, Piemont, 13 d'octubre de 1882) va ser un diplomàtic i filòsof francès, la teoria racial del qual, impregnada d'antisemitisme, va arribar a ser emprada posteriorment com a justificació filosòfica del racisme nazi.

## Biografia
Gobineau va néixer a Ville d'Avray, una localitat pròxima a París, en el si d'una família de l'aristocràcia. Va ocupar diversos càrrecs diplomàtics a l'Iran, Alemanya, Grècia, Brasil i Suècia des de 1848 fins a 1877. A més de la seva activitat en política exterior, fou un prolífic escriptor. Va escriure novel·les influïdes per Stendhal i llibres sobre religió, filosofia i història. La seva obra més famosa és l'Éssai sur l'inégalité des races humaines (Assaig sobre la desigualtat de les races humanes, 1853–1855), en la qual afirma que la raça dels germans, que habita en Gran Bretanya, França i Bèlgica, és l'única raça pura d'entre aquelles que procedeixen de la raça superior dels aris, per estar les altres més barrejades amb les races «negra» i «groga».
La seva teoria sobre la superioritat racial va influir en alguns escriptors alemanys i va ser adoptada posteriorment per Adolf Hitler. Entre els restants treballs d'aquest autor destaca El Renaixement (1877), que tracta sobre els mòbils psicològics que van donar origen al Renaixement italià.

## Obres

### Assaigs
Història :
- Essai sur l'inégalité des races humaines, I i II (1853)
- Essai sur l'inégalité des races humaines, toms III i IV (1855)
- Mémoire sur l'état social de la Perse actuelle (1856)
- Histoire des Perses (1869)
- Ce qui se passe en Asie (1877)
- Histoire d'Ottar Jarl et de sa descendance (1879)

Filosofia :
- Les religions et les philosophies dans l'Asie centrale (1865)
- Mémoire sur diverses manifestations de la vie individuelle (1869).

Filologia :
- Lecture des écritures cunéiformes (1858)
- Traité des écritures cunéiformes (1864)

Pamflets :
- Ce qui est arrivé à la France en 1870 (1870)
- La Troisième République et ce qu'elle vaut (1877)

### Literàries
Contes i novel·les :
- Adélaïde (1869)
- Souvenirs de voyage : Le Mouchoir rouge Akrivie Phrangopoulo, La Chasse au caribou (1872; Folio-Gallimard, 1985)
- Les Pléiades (1874; Folio-Gallimard, 1997)
- Nouvelles asiatiques : La Danseuse de Shamakha, L'Illustre Magicien, Histoire de Gambèr-Aly, La Guerre des Turcomans, Les Amants de Kandahar i La Vie de voyage (1876; P.O.L., 1990)
- La Renaissance, scènes historiques (1877; GF-Flammarion, 1980)

Llibres de viatges :
- Trois ans en Asie, 1859 (Métailié, 1980)
- Voyage à Terre-Neuve, 1861 (Arléa, 1993)

Poesia :
- La Chronique rimée de Jean Chouan et de ses compagnons (1846)
- L'Aphroëssa (1869)
- Amadis (1876)
- Amadis (1887, rééd. intégrale, partiellement posthume)
- Tre poemi inediti (Firenze, Olschki, 1965)

Teatre :
- Les Adieux de Don Juan (1844)
- Alexandre le Macédonien (1847, posthume)

Crítica :
- Études critiques 1842-1847 (1984)